# Volksbank Aller-Weser

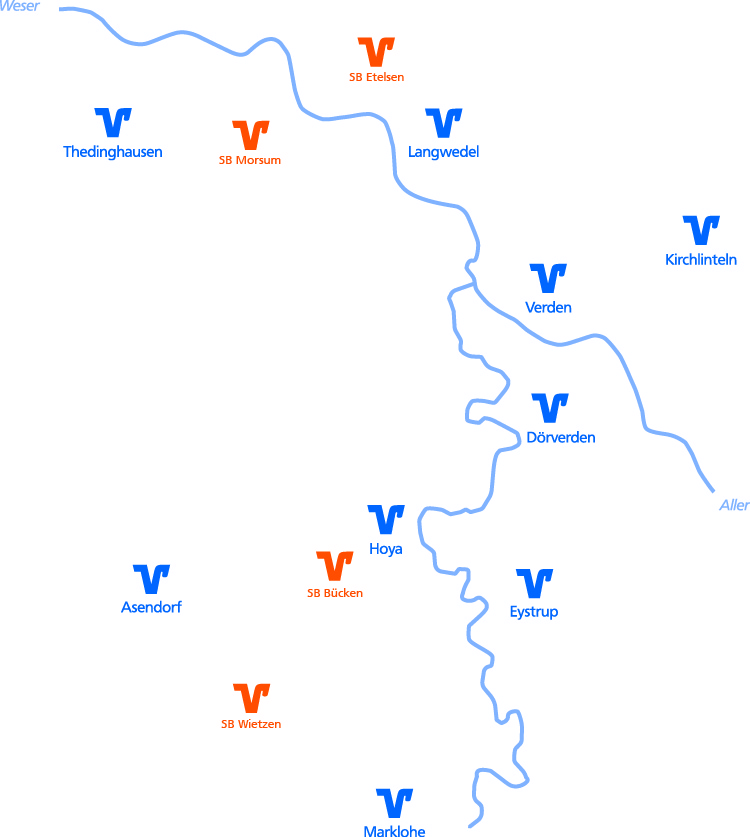
Das Geschäftsgebiet mit den SB-Filialen der Volksbank Aller-Weser eG (Stand: 1. Mai 2020)

Die Volksbank Aller-Weser eG war eine Genossenschaftsbank mit Sitz in Hoya in der Mitte Niedersachsens. Das Geschäftsgebiet der Volksbank Aller-Weser eG reichte von Achim bis Nienburg (Weser).
Im Jahre 2021 fusionierte die Volksbank Aller-Weser mit der Volksbank eG, Sulingen, zur Volksbank Niedersachsen-Mitte eG. Juristischer Sitz der Volksbank Niedersachsen-Mitte ist Hoya.

## Struktur
Die Volksbank Aller-Weser eG verfügte neben den Hauptgeschäftsstellen in Hoya und Verden über weitere Geschäftsstellen, die sich auf die Landkreise Nienburg, Verden und Diepholz verteilten.

## Geschichte

### Volksbank Grafschaft Hoya
Ihre Wurzeln hatte die Volksbank Grafschaft Hoya eG überwiegend in Spar- und Darlehenskassen, die ihre Grundlagen in dem von Friedrich Wilhelm Raiffeisen entwickelten Prinzip der Hilfe zur Selbsthilfe hatten. Ausnahme war die nach den Ideen von Hermann Schulze-Delitzsch im Jahr 1908 gegründete Gewerbebank in Hoya. Die Gründungsjahre der Genossenschaften reichen bis in das Jahr 1892 zurück.
Die Volksbank Grafschaft Hoya eG entstand aus dem Zusammenschluss von vier selbständigen Volksbanken in der Region. Im Jahr 1989 fusionierten die Volksbank Hoya und die Volksbank Eystrup. Mit dieser Verschmelzung erfolgte auch die Namensänderung auf Volksbank Grafschaft Hoya eG. Im Jahr 1990 erfolgte der Zusammenschluss mit der Volksbank Asendorf. Der Weg zur Volksbank Grafschaft Hoya eG wurde schließlich im Jahr 1994 durch die Fusion mit der Volksbank Marklohe-Wietzen abgeschlossen.
Den Verschmelzungen gingen mehrere Zusammenschlüsse in den Jahren 1963 bis 1971 voraus. Wie bei den Fusionen der Jahre 1989 bis 1994 stand auch damals die Schaffung wirtschaftlich leistungsfähiger Banken in der Region im Vordergrund. Die teilweise betriebenen Warengeschäfte wurden im Rahmen der Veränderungen schrittweise aufgegeben. Diese übernahmen die rechtlich selbständigen Warengenossenschaften. Durch die Eröffnung von Geschäftsstellen in den 1960er und 1970er Jahren wurde die regionale Präsenz verstärkt.

### Volksbank eG, Verden (Aller)
Die Bank wurde im Mai 1924 unter dem Namen Bank für Handel, Gewerbe und Landwirtschaft gegründet. Im Jahr 1943 übernahm die unter dem geänderten Namen Spar- und Kreditbank firmierende Bank die Spar- und Darlehenskasse Blender.
Die Volksbank eG Verden entstand aus den Fusionen der Volksbank Verden mit der Volksbank Holtebüttel im Jahr 1985 und der Volksbank Morsum im Jahr 1992. Im Rahmen der Verschmelzung des Jahres 1992 erfolgte die Namensänderung auf Volksbank eG, Verden.
Die Bank eröffnete Mitte der 1970er Jahre Geschäftsstellen in Armsen und Kirchlinteln. Die ebenfalls im Geschäftsgebiet der Bank liegende Geschäftsstelle in Bendingbostel wurde von der Volksbank Lüneburger Heide erworben.

### Volksbank Aller-Weser eG
Durch Verschmelzung der Volksbank Grafschaft Hoya eG mit der Volksbank eG, Verden, entstand im Jahr 2012 die Volksbank Aller-Weser eG.